# Папе Ндіага Яде
Папе Ндіага Яде (фр. Pape Ndiaga Yade, нар. 5 січня 2000, Сент-Луї) — мавританський футболіст, нападник молдовського клубу «Шериф» та національної збірної Мавританії.
Виступав також за клуб «Мец».
Володар Кубка Молдови.

## Клубна кар'єра
Народився 5 січня 2000 року в місті Сент-Луї. Вихованець юнацьких команд футбольних клубів «Лінгер» та «Женерасьйон Фут».
У дорослому футболі дебютував 2017 року виступами за команду «Женерасьйон Фут», у якій провів два сезони. 
Протягом 2019—2022 років захищав кольори клубу «Мец-2».
Своєю грою за останню команду привернув увагу представників тренерського штабу клубу «Мец», до складу якого приєднався 2019 року. Відіграв за команду з Меца наступні три сезони своєї ігрової кар'єри.
Згодом з 2022 по 2024 рік грав у складі команд «Труа» та «Кевії».
До складу клубу «Шериф» приєднався 2024 року. Станом на 25 травня 2025 року відіграв за тираспольський клуб 22 матчі в національному чемпіонаті.

## Виступи за збірну
У 2024 році дебютував в офіційних матчах у складі національної збірної Мавританії.

## Титули і досягнення
- Володар Кубка Молдови (1):

«Шериф»: 2024-2025